# Josse van der Baren
Josse (ook Joos of Jodocus) van der Baren (Leuven, tussen 1540 en 1560 - aldaar, tussen 1604 en 1624) was een Vlaamse historieschilder en tekenaar die voornamelijk actief was in de omgeving van Leuven.

## Biografie
Josse van der Baren werd geboren en stierf in Leuven. Het is niet duidelijk bij wie hij zijn opleiding volgde. Het is niet bekend of hij Italië bezocht, hoewel zijn werk duidelijk beïnvloed is door Italiaanse kunst. Hij was vooral actief in de Leuvense regio en daarom zijn de meeste van zijn werken nog steeds in die omgeving te vinden.
Van der Baren was een actieve deelnemer aan de Leuvense retorische kringen, die verantwoordelijk waren voor de productie van theatervoorstellingen. Zijn broer bekleedde de leidende positie van prins in de plaatselijke retorische kamer De Roos. Josse van der Baren was bevriend met Justus Lipsius (1547-1606), de eminente filoloog en humanist die in Leuven woonde en doceerde. Lipsius componeerde het grafschrift op de grafsteen van de vijfjarige zoon van Van Baren, die in 1605 overleed.

## Werk

### Schilderijen

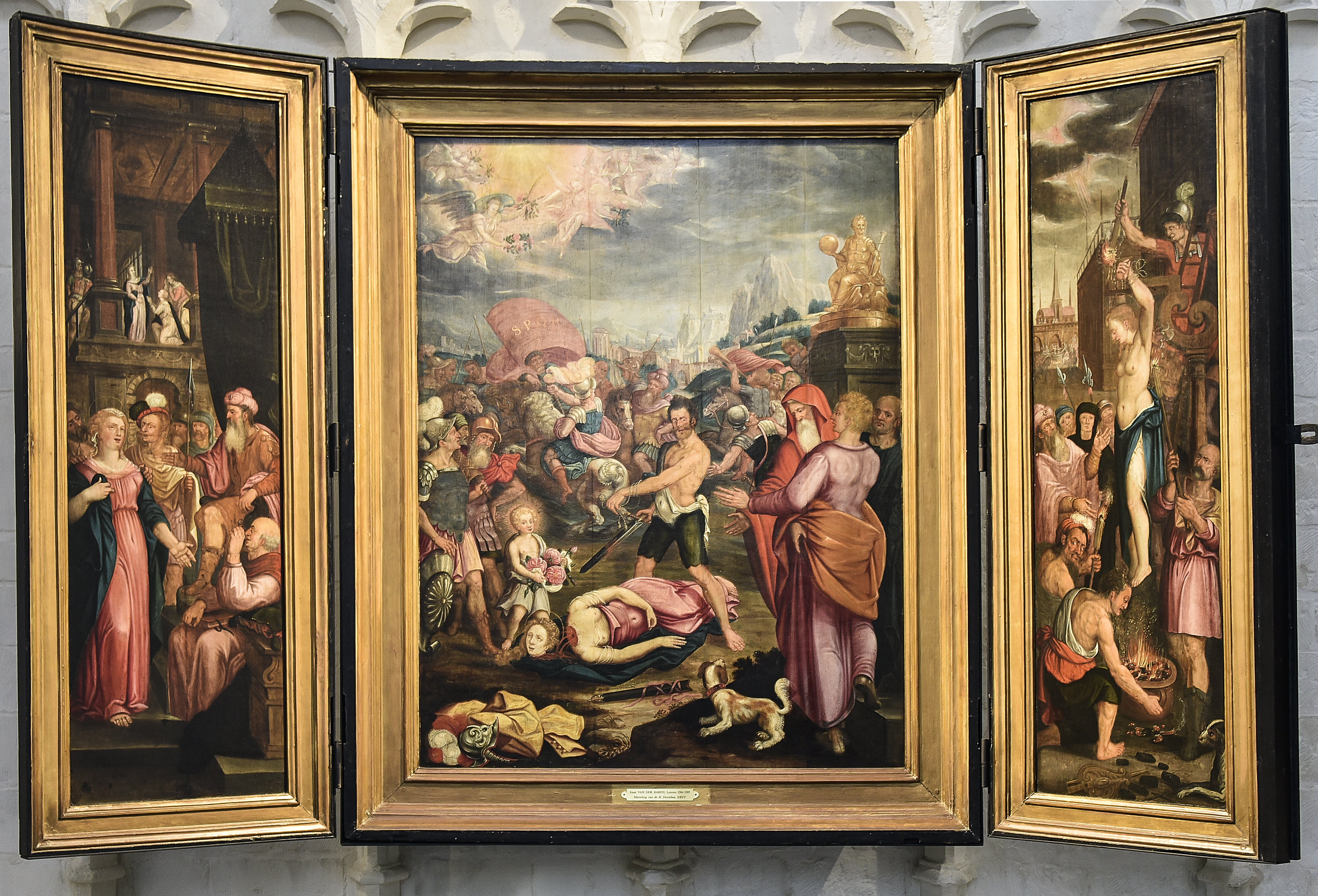
Martelaarsschap van de Heilige Dorothea van Cappadocië

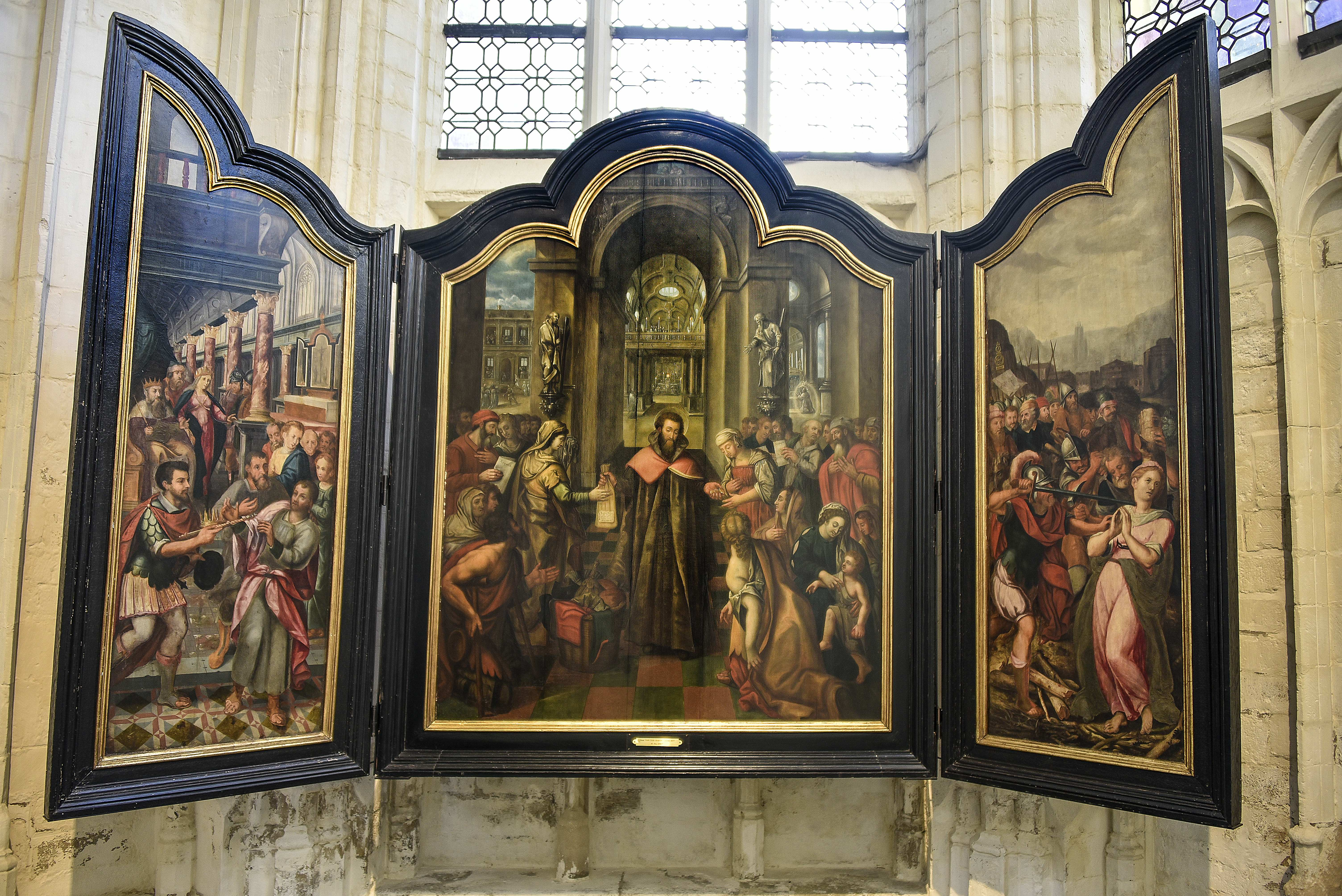
Het Sint Ivo Drieluik

Josse van der Baren schilderde voornamelijk religieuze altaarstukken op paneel. Zijn werk is bewaard gebleven in en rond Leuven, onder andere in de St Pieterskerk, de Abdij van Park in Heverlee en de Sint-Laurentieuskerk in Veltem.  In die tijd schilderden veel Vlaamse kunstenaars zoals Michiel Coxie en Frans Floris in een italianiserende stijl en het werk van van der Baren was duidelijk beïnvloed door deze stroming.
Zijn meesterwerk is het Martelaarschap van Sint Sebastiaan (M Leuven).  Het was oorspronkelijk een triptiek, maar alleen het middenpaneel is bewaard gebleven. Andere werken van zijn hand zijn het Martelaarschap van de Heilige Dorothea en de Sint-Ivodrieluik, beide geschilderd voor de Leuvense Sint-Pieterskerk. Het Martelaarschap van de Heilige Dorothea werd in opdracht van de plaatselijke Kamer van Retorica De Roos geschilderd voor haar kapel in de Sint-Pieterskerk.

### Tekeningen
Van der Barens landschapstekeningen vormden de basis voor verschillende gravures. Zijn panorama's van Leuven en Heverlee werden gegraveerd en afgedrukt in Justus Lipsius' Lovanium uit 1605, een geschiedenis van het hertogdom Brabant. De originele panoramische tekening van Heverlee werd mogelijk gemaakt op vraag van de aristocraat Karel III van Croÿ die een uitgebreide collectie manuscripten bezat en belangrijke grondbezittingen had in Heverlee. Justus Lipsius wilde Karel ervan overtuigen om zijn bibliotheek naar Heverlee te verhuizen en er een humanistische academie op te richten. Lipsius vroeg van der Baren om de locatie van deze geplande academie aan te duiden in zijn panorama. De plaat van het panorama van Leuven werd gegraveerd door Pieter van der Borcht (I) en verder bewerkt door Theodoor Galle.
- Biografisch Portaal: 34078737
- Library of Congress Control Number: no2011058603
- RKD-Nederlands Instituut voor Kunstgeschiedenis: 4414
- Virtual International Authority File: 170078852
- WorldCat: E39PBJdWXq3Wf8MjxrWVbM3PcP